# مونتافیا
مونتافیا (به ایتالیایی: Montafia) یک کومونه در ایتالیا است که در استان آسته واقع شده‌است.

## خصوصیات
مونتافیا ۱۴٫۶ کیلومترمربع مساحت و ۹۸۶ نفر جمعیت دارد.